# قوس طويل

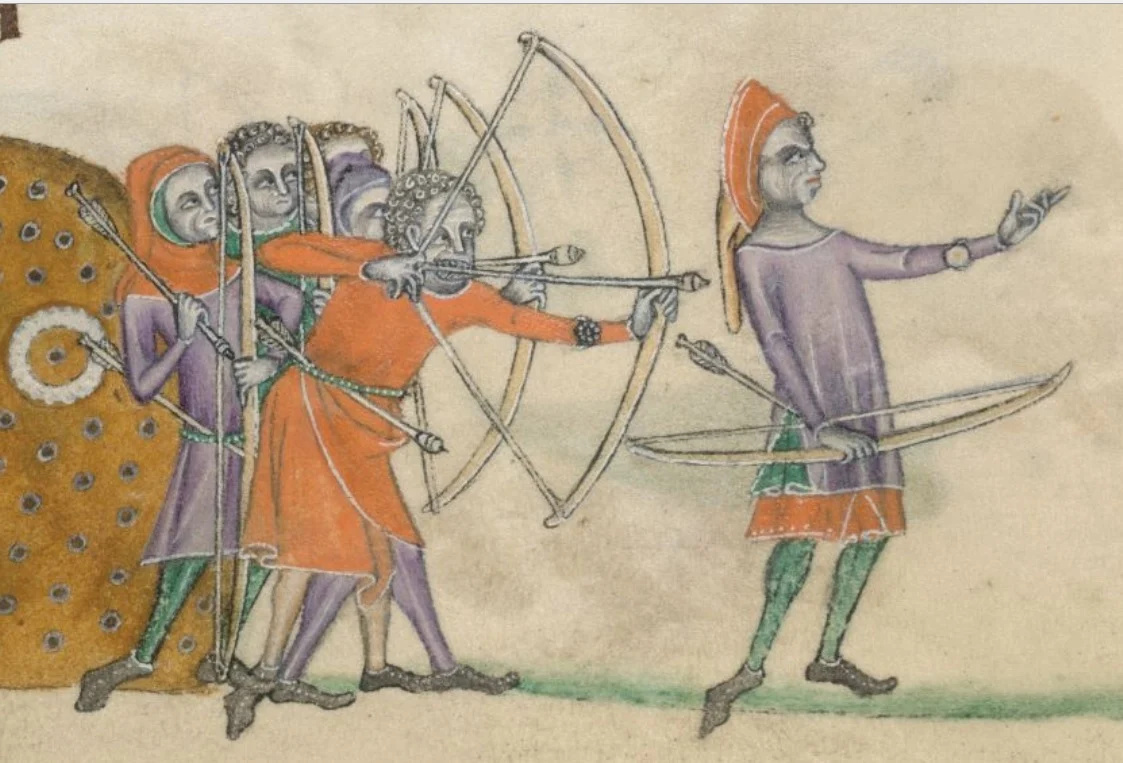
رماة القوس الطويل.

القوس الطويل هو نوع من الأقواس الحربية مساوي تقريبًا لارتفاع الرامي؛ مما يسمح للرامي بالحركة والتعيين على الهدف. القوس الطويل ليس بالضرورة أن يأخذ الشكل القوسي. أطرافه ضيقة نسبياً بحيث تكون دائرية أو على شكل حرف D في مقطع عرضي. الأقواس المسطحة ‏ يمكن أن تكون طويلة. الفرق هو أنه في المقطع العرضي، يكون للقوس المسطح أطرافًا مستطيلة تقريبًا.
صنعت الأقواس الطويلة للصيد والحرب من قبل العديد من الثقافات المختلفة من قبل؛ في أوروبا يعود تاريخها إلى العصر الحجري القديم، ومنذ العصر البرونزي كانت مصنوعة أساسًا من الطقسوس، أو من خشب الدردار إذا كان الطقسوس غير متوفر. كان القوس الطويل التاريخي عبارة عن قوس ذاتي المصنوع من قطعة واحدة من الخشب، لكن الأقواس الطويلة الحديثة قد تكون مصنوعة أيضًا من مواد حديثة أو عن طريق لصق الأخشاب المختلفة معًا.
وضعت المنظمات التي تدير مسابقات الرماية تعريفات رسمية للفئات المختلفة؛ تستبعد العديد من تعريفات القوس الطويل بعض الأمثلة والمواد والتقنيات المستخدمة في العصور الوسطى.   تقوم بعض نوادي الرماية في الولايات المتحدة بتصنيف الأقواس الطويلة على أنها أقواس ذات سلاسل لا تتلامس مع أطرافها. وفقا لجمعية ونغ بو البريطانية، الأقواس الطويلة الإنجليزية هي التي سمكها لا يقل عن (62.5٪)، كما هو الحال في الأقواس الطويلة في العصر الكتوري. هذا يختلف عن القوس الطويل في العصور الوسطى، والذي كان سمكه بين 33 ٪ و 75 ٪ من العرض.